# Una preghiera per morire
Una preghiera per morire (A Prayer for the Dying) è un film del 1987 diretto da Mike Hodges e interpretato da Mickey Rourke.

## Trama
Martin Fallon, terrorista irlandese, ha fallito l'ultimo attentato, causando invece la morte di un gruppo di bambini, che viaggiavano su di un bus scolastico. È ricercato dalla polizia e dai suoi stessi compagni, che vogliono ucciderlo. Disgustato dal troppo sangue versato, egli vorrebbe lasciare la clandestinità e fuggire in America. Ma un perfido gangster, che dovrebbe fornirgli passaporto e soldi, Jack Meehan, lo ricatta, costringendolo ad uccidere per lui un suo nemico. A quest'ultimo assassinio assiste per caso un sacerdote cattolico, padre Michael Da Costa, e perciò Fallon va a confessarsi da lui per obbligarlo a tacere, e poi continua a frequentare la sua chiesa perché ha conosciuto Anna, la nipote di padre Da Costa, una gentile ragazza cieca, e, complice la musica dell'organo, ha iniziato con lei una storia d'amore. Ma intanto Martin Fallon è sempre più minacciato da ogni lato dai suoi nemici, il peggiore dei quali è ora Meehan, che, per essere sicuro che il prete non parli, vorrebbe far saltare con una bomba la chiesa di padre Da Costa e con questi, Anna e Martin stesso, facendo apparire l'attentato come opera del terrorista. Ma il giovane difende e salva il prete e la ragazza, e, allo scoppio dell'ordigno, finisce col morire fra le macerie, dopo essersi però riconciliato con Dio, assistito dal sacerdote, che tanto aveva fatto per ricondurlo alla fede e al pentimento.

## Accoglienza
Il film ha avuto recensioni contrastanti dalla critica.  Ad alcuni è piaciuta la performance di Rourke. Altri hanno trovato difetti nel suo accento irlandese. Altri critici hanno pensato che Bob Hoskins fosse stato scelto male per la sua interpretazione del prete.